# Локса (Ляэне-Вирумаа)
Ло́кса (эст. Loksa), ранее также Ло́ксакюла (эст. Loksaküla)  — деревня в волости Тапа уезда Ляэне-Вирумаа, Эстония.

## География и описание
Расположена в 16 км к юго-востоку от волостного центра — города Тапа, и в 22 км к юго-западу от уездного центра — города Раквере. Высота над уровнем моря — 125 метров.
Климат умеренный. Официальный язык — эстонский. Почтовый индекс — 46018.

## Население
По данным переписи населения 2021 года, в Локса насчитывалось 42 жителя, из них 39 (97,5 %) — эстонцы. 
По данным переписи населения 2011 года, в деревне проживали 43 человека, из них 41 (95,3 %) — эстонцы.
Численность населения деревни Локса по данным переписей населения:
| Год  | 1959 | 1970 | 1979 | 1989 | 2000 | 2011 | 2021 |
| ---- | ---- | ---- | ---- | ---- | ---- | ---- | ---- |
| Чел. | 73   | ↗ 85 | ↘ 61 | ↘ 51 | ↘ 43 | → 43 | ↘ 42 |

## История
В письменных источниках 1591 года упоминается Loxi (деревня), 1726 года — Loxa. В источниках XVI века деревня упоминается как нем. Locksza.
В 1977—1997 годах деревня официально носила название Локсакюла для того, чтобы выделять её среди других одноимённых населённых пунктов.

Советский памятник на братской могиле павших во II мировой войне в деревне Локса. Демонтирован в 2023 году

В 1965 году на расположенной на территории деревни братской могиле советских воинов, павших во Второй мировой войне (исторический памятник с 1997 до 2023 года), был установлен памятник с надписью «Вечная слава героям, павшим в боях за свободу и независимость нашей Родины 1941—1945». В 1975 году на земле перед памятником были уложены таблички с именами погибших. Здесь похоронены воины 925-го стрелкового полка и 8-го Эстонского стрелкового корпуса Красной армии, павшие в бою у озера Поркуни 21 сентября 1944 года. По данным 1979 года, в братской могиле похоронены 72 воина, чьи имена известны, и 8 неизвестных. Памятник находится недалеко от братской могилы немецких солдат. В протоколе от 30 ноября 2022 года рабочая группа по советским памятникам при Госканцелярии Эстонии признала советский памятник «красным монументом» и рекомендовала удалить с него советскую символику (останки перезахоронению не подлежат) (см. Список советских военных памятников Эстонии).
Размер кладбища треугольной формы составляет 500 м², оно окружено оградой. В советское время на шоссе, через дорогу от братской могилы, был установлен указатель с надписью «Vennashaud» («Братское кладбище»), в настоящее время он заменён на указатель «Loksa vennashauad» («Локсаские братские могилы»).
В тот же день, 29 мая 1965 года, когда было открыто братское кладбище в деревне Локса, был открыт памятник там, где во время боя располагался штаб 925-го стрелкового полка. На нём был выбит текст «Здесь 21.IX 1944 года в сражениях в полях и лесах 249-я дивизия 8-го стрелкового корпуса Советской Армии сломила серьёзное сопротивление немецко-фашистских войск на материковой части Эстонии». К маю 1992 года надпись на плите была заменена на новую: «Поле битвы при Поркуни. 21.09.1944 года здесь состоялось братоубийственное сражение между эстонцами, служившими в оккупационных войсках».

## Происхождение топонима
Название деревни можно сопоставить с эстонским словом loks : loksu —  ‘низкий луг’, ‘болотистое место’, ‘озеро, пересыхающее в засушливое время года’.

## Комментарии
1. ↑  Эстонские топонимы, оканчивающиеся на -а, не склоняются и не имеют женского рода (исключение — Нарва)[6].